# Czużekompie
Czużekompie (lit. Čiužiakampis) − wieś na Litwie, zamieszkana przez 404 ludzi, w rejonie solecznickim, 5 km na północny zachód od Soleczników.